# بندیکت کوکوت
بندیکت کوکوت (لهستانی: Benedykt Kocot؛ زادهٔ ۱۱ آوریل ۱۹۵۴) دوچرخه‌سوار اهل لهستان بود.
وی در مسابقات کشوری و بین‌المللی در مجموع برندهٔ ۱ مدال برنز شده‌است.